# Ernie Bushmiller
Ernie Bushmiller, officiellement Ernest Paul Bushmiller Jr., (New York, 23 août 1905 - 15 août 1982) est un auteur américain de bandes dessinées, plus particulièrement connu pour avoir créé en 1938 la bande dessinée Nancy, un spin-off du comic strip Fritzi Ritz qu'il animait depuis 1925.
Il a aussi participé à l'écriture du scénario du film d'Harold Lloyd, Silence, on tourne !.

## Distinctions
- 1977 : Prix Reuben pour Nancy
- 1977 : Prix du comic strip humoristique de la National Cartoonists Society pour Nancy
- 2011 : Temple de la renommée Will Eisner (à titre posthume)